# Pierre Clarel
Pierre Clarel, né Pierre Marcel Ferdinand Caunier le 13 janvier 1899 à Bordeaux, mort à Paris le 18 septembre 1953, est un acteur français .

## Filmographie partielle
- 1931 : La Femme et le Rossignol d'André Hugon
- 1932 : Coups de roulis de Jean de La Cour
- 1939 : Vidocq de Jacques Daroy
- 1945 : L'Extravagante Mission de Henri Calef (+ coscénariste)
- 1946 : Raboliot de Jacques Daroy
- 1947 : Inspecteur Sergil de Jacques Daroy
- 1948 : Une belle garce de Jacques Daroy
- 1948 : Le Dolmen tragique de Léon Mathot
- 1948 : Sergil et le Dictateur de Jacques Daroy
- 1951 : Le Roi Pandore d'André Berthomieu
- 1952 : Sergil chez les filles de Jacques Daroy